# Kings Highway (linea BMT Sea Beach)
Kings Highway è una fermata della metropolitana di New York situata sulla linea BMT Sea Beach. Nel 2019 è stata utilizzata da 1 371 311 passeggeri. È servita dalla linea N, attiva 24 ore su 24. Durante le ore di punta fermano occasionalmente anche alcune corse delle linee Q e W.

## Storia
La stazione fu aperta il 22 giugno 1915. Venne ristrutturata tra il 2016 e il 2018.

## Strutture e impianti
La stazione è posta in trincea, ha quattro binari e due banchine laterali. In ciascuna delle due estremità della stazione si trova un fabbricato viaggiatori, posizionato sopra il piano binari, che ospita i tornelli e le scale di accesso alle banchine; quello nord affaccia su Kings Highway, quello sud su Highlawn Avenue.

## Interscambi
La stazione è servita da alcune autolinee gestite da NYCT Bus.
- Fermata autobus